# Tour manager
Un tour manager (o director de gira de conciertos ) es la persona que ayuda a organizar la administración de un calendario de apariciones de un grupo musical (banda) o artista en una secuencia de lugares (una gira de conciertos ). En general, los gerentes de ruta manejan los detalles de la gira para su banda específica, mientras que los gerentes de gira se utilizan para supervisar la logística, las finanzas y las comunicaciones de las giras como una entidad holística. Por lo tanto, en cualquier gira dada, puede tener gerentes de ruta que se encarguen de cada banda, así como un Gerente de gira responsable de cuidar de toda la gira. Muy a menudo, el Tour Manager es también el road manager de la banda principal.
Las actuaciones en una gira de conciertos son reservadas por el agente de reservas del acto, que trabaja con los promotores de conciertos para colocar el acto en lugares y festivales adecuados en un marco de tiempo y territorio acordado con la dirección del acto. Los promotores de conciertos individuales negocian los requisitos financieros, técnicos y de hospitalidad del artista y hacen una oferta al agente de reservas para el espectáculo. La gira se anuncia y las entradas se ponen a la venta cuando se llega a un acuerdo sobre las fechas de la gira. Dado que las giras de conciertos modernas implican arreglos financieros, legales y técnicos complejos, el agente de reservas o el gerente de artistas contratan a un gerente de gira para organizar la logística, el personal, las comunicaciones y el cronograma. Los gerentes de giras de conciertos suelen ser autónomos que trabajan gira por gira.

## Deberes
El tour manager recibe el itinerario de la gira por parte del agente de reservas o del Artist Manager. A partir de este itinerario, el tour manager maneja las siguientes actividades.

### Financiero
El itinerario incluye información sobre los ingresos potenciales de boletos (tarifas) para cada espectáculo. Con esta información, el tour manager puede generar un presupuesto para la gira, calculando los costos de salarios de la tripulación, viáticos, alojamiento, transporte, equipo de sonido, iluminación y video, visas y permisos de trabajo, ensayos y otros gastos, como comisiones de agentes de reservas. Los informes semanales se envían al gerente comercial.

### Avanzando
Avanzar es el proceso de contactar a cada promotor y lugar para garantizar que se cumplan todas las demandas técnicas y de hospitalidad del artista (el corredor ) y para resolver cualquier problema que el promotor o el lugar puedan prever. El jinete del artista cubre catering, producción (sonido, luces, tramoyistas necesarios), seguridad, espectáculo general y asuntos legales. Durante el proceso de avance, el administrador de la gira verifica los nombres y las direcciones de los contactos, las horas de llegada, las horas de carga del equipo, las horas de prueba de sonido y de presentación, los actos de apoyo/apertura y los toques de queda de la música en vivo.
Esta información se recopila en un "libro de gira" que se entrega a la banda y al equipo. Esto ahora se ve típicamente en línea.

### En la gira
El tour manager viaja con la banda en la gira. El trabajo en el camino varía según el tipo y el nivel de éxito del acto. La carga de trabajo diaria de un tour manager puede incluir:
- Supervisar las salidas del hotel a tiempo.
- Liquidación de facturas de alojamiento
- Supervisar los arreglos de viaje; es decir, banda y equipo al autobús o al aeropuerto con tiempo suficiente
- Pago de viáticos a la banda/artista y al equipo
- Supervisar la llegada al lugar: verificar dos veces la hospitalidad y los arreglos técnicos
- Organizar el orden de ejecución actualizado con el lugar y el promotor
- Supervisar las actividades promocionales; es decir Entrevistas de TV, radio y prensa en el lugar o en otros lugares
- Supervisar las operaciones de configuración
- Supervisar cualquier apoyo o actos de apertura.
- Asegurarse de que el lugar esté listo para abrir a tiempo supervisando los tiempos de prueba de sonido
- Servir de enlace con el departamento de transporte con respecto al viaje de los próximos días.
- Asegurar que todos los actos se realicen a tiempo y durante el tiempo asignado
- Liquidación de la tarifa de rendimiento con el promotor y cobro del efectivo adeudado
- Asegurarse de que todo el equipo turístico se vuelva a embalar y cargar de nuevo en el transporte turístico.
- Preparar las hojas de programación de la banda y el equipo para el día siguiente
- Supervisar a la banda y al equipo en el transporte nocturno apropiado o al próximo hotel
- Informar las cifras de asistencia de este espectáculo a la gerencia y al agente de reservas.
- Solución de problemas imprevistos y emergencias que ocurren
- Ordenar comida después del espectáculo para la banda y el equipo
- Preparar un presupuesto de viaje preciso para que el gerente y el gerente comercial lo aprueben
- Contabilidad diaria de giras si no hay contador de giras
- Preparar el libro de viaje (itinerario) que contiene información como los detalles del lugar, los detalles del hotel, los detalles del promotor, el horario del espectáculo y los detalles del viaje diario.
- Contratación del equipo de carretera (roadies)
- Supervisa la creación de pases para el backstage de la gira.
- Coordina el alquiler de equipo (sonido, luces, backline) con el gerente de producción
- Coordina las visas y los permisos de trabajo necesarios para el séquito de gira.
- Trata las deducciones fiscales de los artistas extranjeros (cuando corresponda) con el gerente comercial y el promotor.
- Actualiza la cláusula del contrato del artista cuando es necesario
- Coordina carga aérea, marítima y terrestre cuando sea necesario
- Coordina el pedido de suministros para la gira (cuerdas de guitarra, baquetas, baterías, etc.) cuando sea necesario
- Coordina la creación de escenarios de espectáculos, como telones de fondo y scrims cuando sea necesario.
- Prepara cuadernos para equipos con compañías navieras cuando es necesario.
- Supervisa la creación de diagramas de escenario y gráficos de entrada con el equipo de escena cuando es necesario y los agrega al corredor
- Completa la lista diaria de invitados para la banda y el equipo.
- Apoya al exhibidor cuando es necesario